# Eshanosaurus
Eshanosaurus là một chi khủng long, được Xu X. Zhao X. & J. Clark mô tả khoa học năm 2001.